# 巴爾斯別克

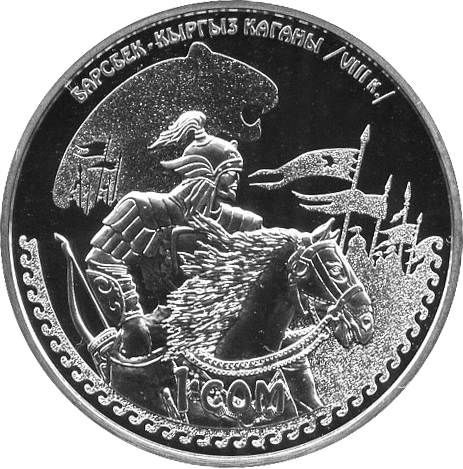
吉尔吉斯索姆纪念币上的巴尔斯别克

巴爾斯別克，或稱亦難赤阿爾普毗伽（637-710/711），黠戛斯汗國首位可汗。

## 執政
關於巴爾斯別克的早年生涯，除了一些鄂爾渾突厥碑文有提及外，其餘一無所知。
一般相信直至後突厥汗國颉跌利施可汗將女兒嫁給他之前（即毗伽可汗之組），黠戛斯人也對後突厥忠實，他統治時代與突騎施的娑葛可汗、中國的唐玄宗結為盟友。
三國結盟的消息傳到暾欲谷後，他決定先消滅黠戛斯人。710年冬天，後突厥汗國北征黠戛斯汗國，闕特勤率領軍隊越過葉尼塞河，經一小路越過薩彥嶺，到達阿巴坎山黠戛斯人的總部米努辛斯克盆地對他們夜襲，並把巴爾斯別克殺死。
他死後，在阿巴坎河的左側豎立了一塊紀念石碑（他也安葬在河濱）。

## 傳奇
他被認為是柯爾克孜族英雄瑪納斯的原型。
吉爾吉斯共和國國家銀行於2010年發行了紀念巴爾斯別克的紀念幣。2017年，在奧什豎立了一座巴爾斯別克的紀念碑。